# Budaörs
Budaörs – miasto na Węgrzech, w Komitacie Pest, siedziba władz powiatu Budaörs. Miasto zamieszkuje duża liczba osób pochodzenia niemieckiego (niem. nazwa miejscowości to Wudersch). Stanowi przedmieścia Budapesztu od strony jezior Balaton i Velence.

## Bibliografia

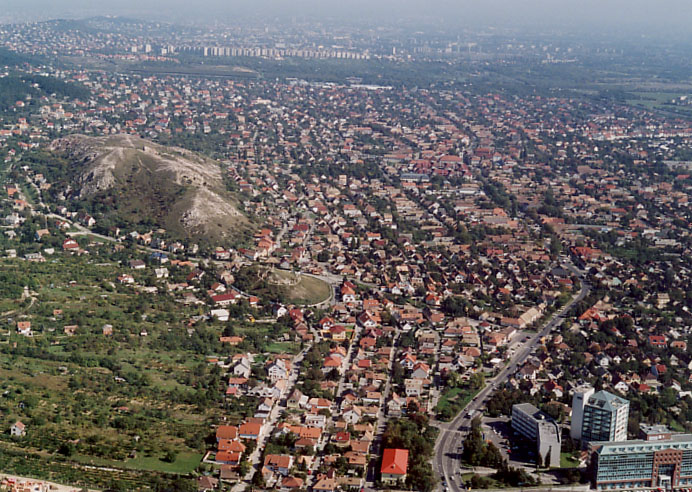
Miasto z lotu ptaka

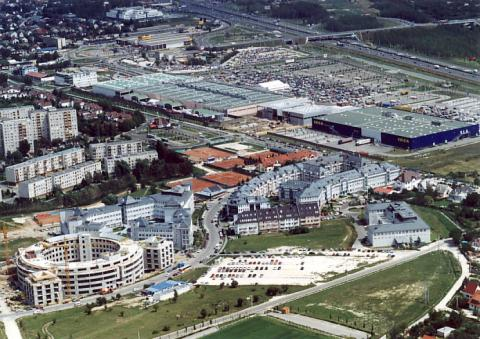
Miasto z lotu ptaka

## Miasta partnerskie
- Bretzfeld, Niemcy
- Imi, Etiopia
- Kanjiža, Serbia
- Pirgos, Grecja
- Nová Vieska, Słowacja